# Joseph Munggenast
Joseph Munggenast, né le 5 mars 1680 à Schnann (de) dans le Tyrol et mort le 3 mai 1741 à Sankt Pölten, est un architecte baroque autrichien (ou plutôt tyrolien à l'époque).

## Biographie

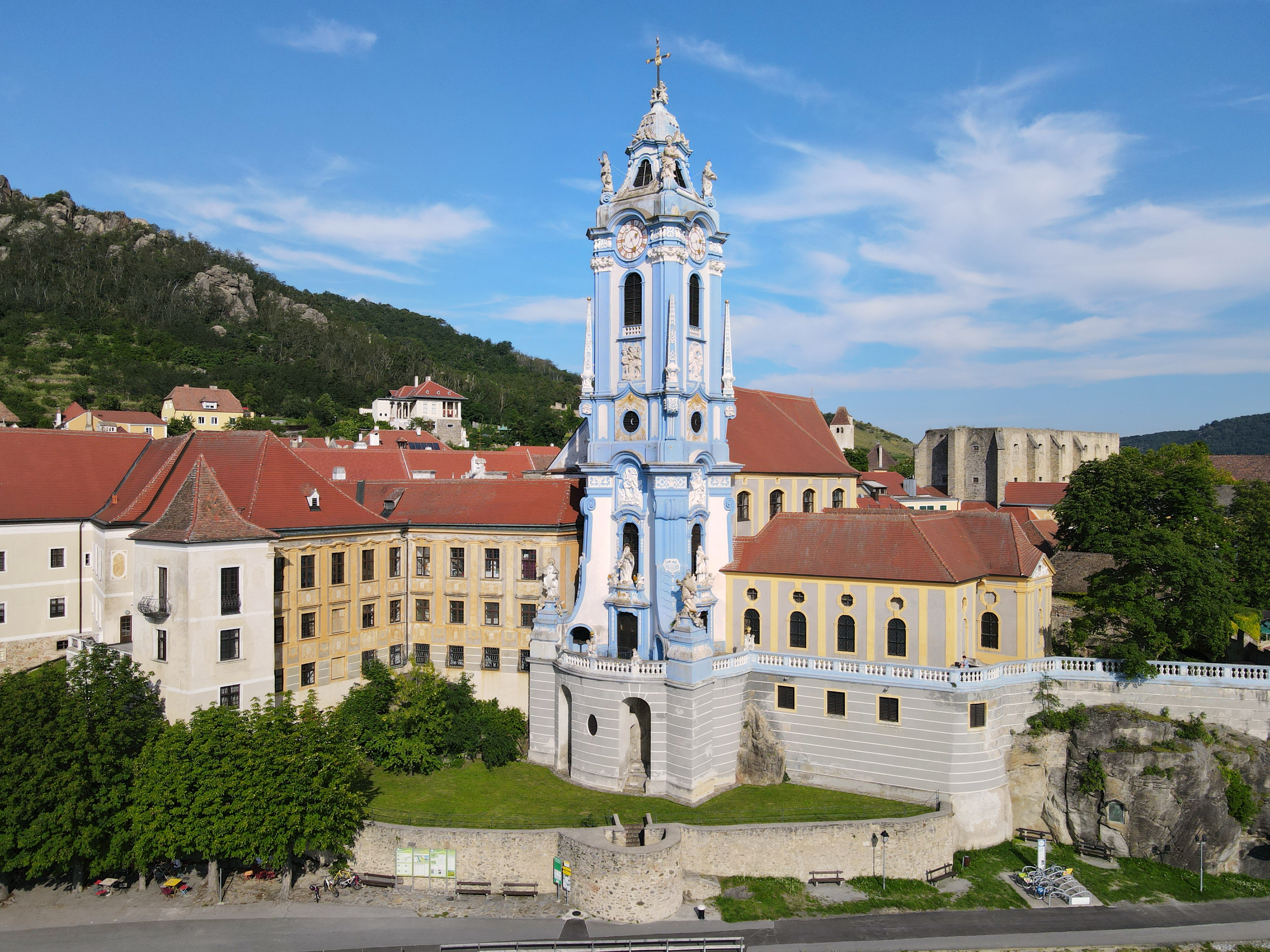
L'

Munggenast était le neveu de Jakob Prandtauer qui l'influença grandement. Il devient maître d'œuvre en 1717 à Sankt Pölen et prend la suite de son oncle après sa mort en 1726.
Il travaille avant tout pour l'abbaye de Melk, le pèlerinage du Sonntagberg, et l'abbaye d'Herzogenburg (de). Il prend la direction des travaux de l'abbaye de Seitenstetten en 1718, puis construit les clochers de l'abbaye de Zwettl avec Matthias Steinl (de) et de l'abbaye de Dürnstein.
Il reconstruit la façade du Rathaus (maison du conseil municipal) de Sankt Pölten en 1727. Le chef-d'œuvre de Munggenast est incontestablement le réaménagement de l'abbaye d'Altenburg en style baroque, ainsi que de l'abbaye de Geras (de) dans les années 1730.
Sa charge est reprise après sa mort par ses fils Franz et Matthias.